# Безсонов Василь Антонович
Василь Антонович Безсонов (1889 — 14 лютого 1962, місто Донецьк Донецької області) — український радянський компартійний діяч, голова Могилів-Подільської і Мелітопольської окружних Контрольних Комісій — РСІ. Член Центральної Контрольної Комісії КП(б)У в листопаді 1927 — січні 1934 року.

## Життєпис
Народився в родині робітника. Освіта початкова. Трудову діяльність розпочав тринадцятирічним підлітком на шахтах Донбасу.
Член РСДРП(б) з червня 1917 року.
З 1918 року — в Червоній армії, учасник Громадянської війни в Росії.
З 1920 року — секретар Рутченківського комітету КП(б)У Донецької губернії. Потім перебував на керівній партійній, радянській і господарській роботі. З 1925 року працював в органах робітничо-селянської інспекції.
На 1927 рік — голова Могилів-Подільської окружної контрольної комісії — робітничо-селянської інспекції (РСІ).
На 1930 рік — голова Мелітопольської окружної контрольної комісії — робітничо-селянської інспекції (РСІ).
На 1933 рік — голова Маріупольської міської контрольної комісії — робітничо-селянської інспекції (РСІ) Донецької області.
До 1941 року — секретар партійної колегії Комісії партійного контролю (КПК) при ЦК ВКП(б) по Дагестанській АРСР.
Під час німецько-радянської війни перебував на господарській роботі в Кустанайській області Казахської РСР.
З 1943 по 1953 рік — член партійної комісії Сталінського обласного комітету КП(б)У.
Потім — персональний пенсіонер у місті Сталіно (Донецьку), де й помер 14 лютого 1962 року.

## Нагороди
- орден Трудового Червоного Прапора
- медалі